# Father Was a Fullback
Pour plus de détails, voir Fiche technique et Distribution.
Father Was a Fullback est un film américain en noir et blanc réalisé par John M. Stahl, sorti en 1949.

## Synopsis
George Copper, entraîneur d’une équipe de football américain, a du souci à se faire. Non seulement son équipe ne fait que cumuler les défaites au point qu’il risque de perdre son emploi, mais de plus, ses deux filles lui donnent du fil à retordre. Spécialement sa fille aînée qui publie dans un magazine, sous son nom, une nouvelle qui la décrit comme strip-teaseuse. Heureusement que sa femme, Elizabeth, est là pour lui apporter du réconfort.

## Fiche technique
- Titre original : Father Was a Fullback
- Réalisation : John M. Stahl
- Scénario : Aleen Leslie, Casey Robinson, Mary Loos et Richard Sale d'après une histoire de Clifford Goldsmith
- Production : Fred Kohlmar
- Société de production : Twentieth Century Fox
- Distribution : Twentieth Century Fox
- Musique : Cyril J. Mockridge
- Photographie : Lloyd Ahern
- Montage : J. Watson Webb Jr.
- Direction artistique : Chester Gore et Lyle R. Wheeler
- Décorateur de plateau : Thomas Little et Stuart A. Reiss
- Costumes : Kay Nelson
- Pays de production : États-Unis
- Langue : Anglais
- Format : Noir et blanc - Mono
- Genre : Comédie
- Durée : 84 min
- Dates de sortie : 
  - États-Unis : 30 septembre 1949, première à Los Angeles.
  - États-Unis : 12 octobre 1949, New York.

## Distribution
- Fred MacMurray : George 'Coop' Cooper, l'entraîneur
- Maureen O'Hara : Elizabeth Cooper, sa femme
- Betty Lynn : Constance 'Connie' Cooper, la fille aînée
- Natalie Wood : Ellen Cooper, la cadette
- Rudy Vallee :  Mr. Roger 'Jess' Jessup
- Thelma Ritter : Geraldine, la bonne
- Jim Backus : Professeur 'Sully' Sullivan, son voisin
- Richard Tyler : Hercules Smith/Joe Birch
- Buddy Martin : Cheerleader
- Frank Mills : L'assistant de l'Entraîneur
- Mickey McCardle : Jones
- John McKee : Cy
- Louise Lorimer : Mme Jones
- Ruth Clifford : Une voisine